# Synoptura laminata
Synoptura laminata är en mångfotingart som först beskrevs av Pocock 1909.  Synoptura laminata ingår i släktet Synoptura och familjen fingerdubbelfotingar. Inga underarter finns listade i Catalogue of Life.